# 宮城流衣
宮城 流衣（みやぎ るい、1990年3月29日 - ）は、日本のAV女優。

## 人物
- 身長：150cm。
- スリーサイズ：B88（Fカップ）・W58・H86。
- 出身地：千葉県。
- 趣味・特技：ピアノ。

## 略歴
- 2009年3月に『FIRST IMPRESSION41』でAVデビュー。

## 作品

### アダルトビデオ
2009年
- FIRST IMPRESSION41(2009年3月1日、アイデアポケット)
- NEW ARRIVAL 宮城流衣(2009年3月25日、美)
- ハイスクール7コスプレイ 宮城流衣(2009年5月1日、アイデアポケット)
- 顔射バズーカ！！ 宮城流衣(2009年5月25日、美)
- 爆乳MAX FUCKER 宮城流衣(2009年7月1日、アイデアポケット)
- 常夏ビーチでセックスしよう！ 宮城流衣(2009年7月25日、美)